# جهت‌یابی

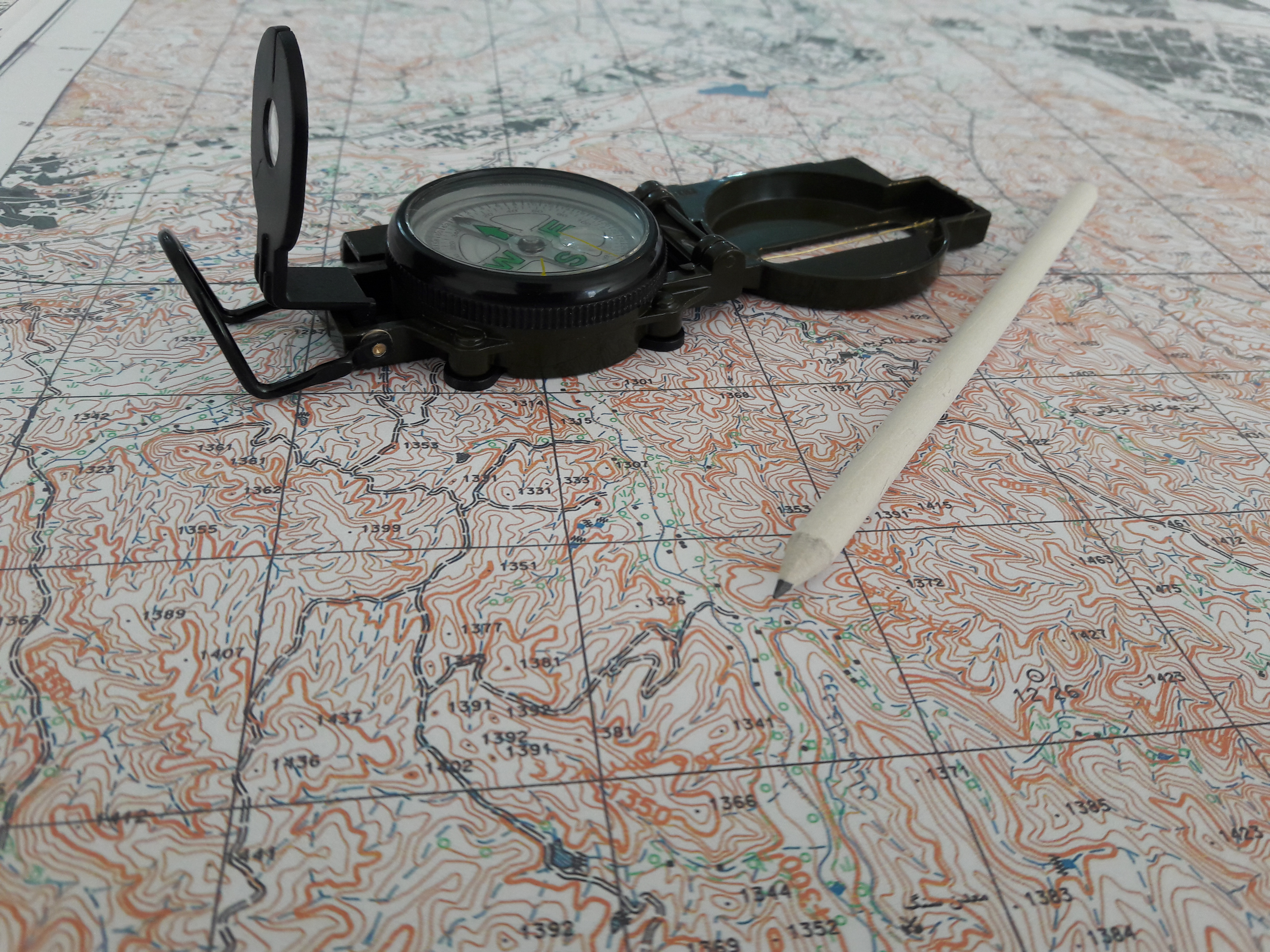
نقشه و قطب‌نما

جهت‌یابی یا جهت‌های اصلی (به انگلیسی: Cardinal direction)، یافتن جهت‌های جغرافیایی است. جهت‌یابی در طبیعت در بسیاری از موارد کاربرد دارد. برای نمونه شاید گاهی در کوهستان، جنگل یا بیابان و… گم شده‌باشید، با دانستن جهت‌های گیتاشناسی، می‌توانید به جای دلخواهتان برسید.
کوه‌نوردان، نظامیان، جنگل‌بانان و… هم به دانستن روش‌های جهت‌یابی نیازمندند. هرچند امروزه با بودن دستگاه‌هایی مانند قطب‌نما یا سامانه موقعیت‌یاب جهانی (جی‌پی‌اس) می‌توان به‌آسانی و با دقت بسیار سوهای جغرافیایی را شناسایی کرد ولی در نبود ابزار دانستن دیگر روش‌های سوی‌یابی سودمند و کاراست.

## جهت‌های اصلی و فرعی

جهت‌های جغرافیایی، که شمال با رنگ قرمز مشخص شده

با دانستن یکی از جهت‌ها، دیگر سوی‌ها را می‌توان به سادگی به‌دست‌آورد. اگر رو به شمال (آفتاب) بایستیم، سوی راست‌مان شرق (خاور)، سوی چپ‌مان غرب (باختر) و پشت‌مان جنوب (نسار) است. این چهار سو را جهت‌های اصلی نامند. میان هر دو سوی اصلی، یک جهت فرعی نیز هست. برای نمونه نیمساز جهت‌های شمال و شرق، جهت شمالِ شرقی (آفتاب خاوری) می‌باشد.

## روش‌های جهت‌یابی
برخی روش‌های جهت‌یابی ویژه روز و برخی ویژهٔ شب اند. برخی روش‌ها هم در همه زمان‌ها کاربرد دارند، اما نکاتی دارند:
- بسیاری از این روش‌ها کاملاً دقیق نیستند و تنها جهت‌های اصلی را کمابیش آشکار می‌کنند. برای جهت‌های دقیق باید قطب‌نما به کار گرفت و میل مغناطیسی و انحراف مغناطیسی آن را هم در نظر داشت.
- آنچه گفته می‌شود بیشتر برای نیم‌کره شمالی است؛ به‌طور دقیق‌تر، بالای ۲۳٫۵ درجه (بالای مدار رأس‌السرطان). در نیم‌کره جنوبی در برخی روش‌ها ممکن است جهت شمال و جنوب برعکس آنچه گفته می‌شود باشد.

### روش‌های جهت‌یابی در روز

#### جهت‌یابی به کمک موقعیت خورشید
۱- خورشید تقریباً از سمت شرق طلوع می‌کند، و شب تقریباً در سمت غرب غروب می‌کند.
- این مطلب فقط در اول بهار و پاییز صحیح است؛ یعنی در اولین روز بهار و پاییز خورشید دقیقاً از شرق طلوع و در غرب غروب می‌کند، ولی در زمان‌های دیگر، محل طلوع و غروب خورشید نسبت به مشرق و مغرب مقداری انحراف دارد. در تابستان طلوع و غروب خورشید شمالی‌تر از شرق و غرب است، و در زمستان جنوبی‌تر از شرق و غرب می‌باشد. در اول تابستان و زمستان، محل طلوع و غروب خورشید حداقل حدود ۲۳٫۵ درجه با محل دقیق شرق و غرب فاصله دارد، که این خطا به هیچ وجه قابل چشم پوشی نیست. در واقع از آن‌جا که موقعیت دقیق خورشید با توجه به فصل و عرض جغرافیایی متغیر است، این روش نسبتاً دقیق نیست.

۲- در نیمکرهٔ شمالی زمین، در زمان ظهر شرعی خورشید همیشه دقیقاً در جهت جنوب است و سایهٔ اجسام رو به شمال می‌افتد.
- ظهر شرعی یا ظهر نجومی، دقیقاً هنگامی است که خورشید به بالاترین نقطه خود در آسمان می‌رسد. در این زمان، سایهٔ شاخص به حداقل خود در روز می‌رسد، و پس از آن دوباره افزایش می‌یابد؛ همان زمان اذان ظهر.

اگر فردی در مکانی باشد و به دلایلی از موقعیت مکانی خویش مطلع نباشد، می‌تواند با استفاده از جهت‌یابی به روش ظهر شرعی یا ظهر نجومی به شرحی که در ادامه این مقاله گفته خواهد شد نسبت به تعیین مسیر حرکت خود اقدام نماید
توجه و دقت کافی به شرایط اقلیمی و موانع محیطی و طبیعی مانند کوه‌ها و دره‌ها یا سازهای بزرگ بتنی مانند سدها و دیگر موارد موجود بسیار حائز اهمیت می‌باشد.
۳- حرکت خورشید از شرق به غرب است؛ اما باید در نظر داشت که حرکت خورشید در روزهای مختلف سال و در میان فصول مختلف دارای تغییراتی است که به دلیل اختلاف حدود ۲۳٫۵ درجه عدم توجه به فصول می‌تواند باعث بروز اشتباه در جهت‌یابی به روش حرکت مسیر خورشید منجر گردد و این هم می‌تواند روشی برای یافتن جهت‌های جغرافیایی باشد.

#### جهت‌یابی با سایهٔ چوب (شاخص)
- شاخص، چوب یا میله‌ای صاف و راست است (مثلاً شاخه نسبتاً صافی از یک درخت به طول مثلاً یک متر) که به‌طور عمودی در زمینی مسطح و هموار و افقی (تراز و میزان) فرو شده است.

روش اول: نوک (انتهای) سایهٔ شاخص روی زمین را [مثلاً با یک سنگ] علامت‌گذاری می‌کنیم. مدتی (مثلاً ده-بیست دقیقه بعد، یا بیشتر) صبر می‌کنیم تا نوک سایه چند سانتیمتر جابه‌جا شود. حال محل جدید سایهٔ شاخص (که تغییر مکان داده است) را علامت‌گذاری می‌نماییم. حال اگر این دو نقطه را با خطی به هم وصل کنیم، جهت شرق-غرب را مشخص می‌کند. نقطهٔ علامت‌گذاری اول سمت غرب، و نقطهٔ دوم سمت شرق را نشان می‌دهد؛ یعنی اگر طوری بایستیم که پای چپ‌مان را روی نقطهٔ اول و پای راستمان را روی نقطهٔ دوم بگذاریم، روبروی‌مان شمال را نشان می‌دهد، و رو به خورشید (پشت سرمان) جنوب است.
- از آن‌جا که جهت ظاهری حرکت خورشید در آسمان از شرق به غرب است، جهت حرکت سایهٔ خورشید بر روی زمین از غرب به شرق خواهد بود؛ یعنی در نیم‌کره شمالی سایه‌ها ساعت‌گرد می‌چرخند.
- هر چه از استوا دورتر بشویم، از دقت پاسخ در این روش کاسته می‌شود؛ یعنی در مناطق قطبی (عرض جغرافیایی بالاتر از ۶۰ درجه) استفاده از آن توصیه نمی‌شود.
- در شب‌های مهتابی هم از این روش می‌توان استفاده کرد: به جای خورشید از ماه استفاده کنید.

روش دوم (دقیق‌تر): محل سایهٔ شاخص را زمانی پیش از ظهر علامت‌گذاری می‌کنیم. دایره یا کمانی به مرکز محل شاخص و به شعاع محل علامت‌گذاری شده می‌کشیم. سایه به تدریج که به سمت شرق می‌رود کوتاه‌تر می‌شود، در ظهر به کوتاه‌ترین اندازه‌اش می‌رسد، و بعد از ظهر به تدریج بلندتر می‌گردد. هر گاه بعد از ظهر سایهٔ شاخص از روی کمان گذشت (یعنی سایهٔ شاخص هم‌اندازهٔ پیش از ظهرش شد) آن‌جا را به عنوان نقطهٔ دوم علامت‌گذاری می‌کنیم. مانند روش پیشین، این نقطه سمت شرق و نقطهٔ پیشین سمت غرب را نشان می‌دهد.
- در واقع هر دو نقطه سایهٔ هم‌فاصله از شاخص، امتداد شرق-غرب را مشخص می‌کنند.
- با این‌که روش پیشین نسبتاً دقیق است، این روش دقیق‌تر است؛ البته وقت بیشتری برای آن لازم است.
- برای کشیدن کمان مثلاً طنابی (مانند بند کفش، نخ دندان) را انتخاب کنید. یک طرف طناب را به شاخص ببندید، و طرف دیگرش را به یک جسم تیز؛ به شکلی که وقتی طناب را می‌کشید دقیقاً به محل علامت‌گذاری شده برسد. نیم‌دایره‌ای روی زمین با جسم تیز رسم کنید.
- وقتی سایهٔ شاخص به حداقل اندازهٔ خود می‌رسد (در ظهر شرعی)، این سایه در نیم کره شمالی سمت شمال را نشان می‌دهد (بالای ۲۳٫۵ درجه).

#### جهت‌یابی با ساعت عقربه‌دار
ساعت مچی معمولی را به حالت افقی طوری در کف دست نگه می‌داریم که عقربهٔ ساعت‌شمار به سمت خورشید اشاره کند. در این حالت، نیمسازِ زاویه‌ای که عقربهٔ ساعت‌شمار با عدد ۱۲ ساعت می‌سازد (زاویهٔ کوچک‌تر، نه بزرگ‌تر)، جهت جنوب را نشان می‌دهد؛ یعنی مثلاً اگر چوب‌کبریتی را (به‌طور افقی) در نیمهٔ راه میان عقربهٔ ساعت‌شمار و عدد ۱۲ ساعت قرار دهید، به‌طور شمالی-جنوبی قرار گرفته است.

##### نکات
- این که گفته شد عقربهٔ کوچک ساعت به سمت خورشید اشاره کند، یعنی این‌که اگر شاخصی (مثلا چوب کبریت)ای را در مرکز ساعت قرار دهیم، سایه‌اش موازی با عقربهٔ ساعت‌شمار و در جهت مقابل آن باشد. یا این‌که سایهٔ عقربهٔ ساعت‌شمار درست در زیر خود عقربه قرار گیرد. یا مثلاً اگر چوبی ده-پانزده سانتیمتری را در زمین به‌طور عمودی قرار دهیم، ساعت روی زمین به شکلی قرار گرفته باشد که عقربهٔ ساعت‌شمارش موازی با سایهٔ چوب باشد.
- دلیل این‌که زاویه بین عقربهٔ ساعت‌شمار و ۱۲ را نصف می‌کنیم این است که: وقتی خوشید یک بار دور زمین می‌چرخد، ساعت ما دو دور می‌چرخد (دو تا ۱۲ ساعت). یعنی گرچه روز ۲۴ ساعت است (و یک دور کامل را در ۲۴ ساعت طی می‌کند)، ساعت‌های ما یک دور کامل را در ۱۲ ساعت طی می‌نماید. اگر ساعت ۲۴ ساعته‌ای می‌داشتید، که دور آن به ۲۴ قسمت مساوی تقسیم شده بود، هر گاه عقربهٔ ساعت‌شمار را رو به خورشید می‌گرفتید عدد ۱۲ ساعت همیشه جهت جنوب را نشان می‌داد.
- این روش وقتی سمت صحیح را نشان می‌دهد، که ساعت مورد نظر درست تنظیم شده باشد؛ یعنی اگر در بهار و تابستان ساعت‌ها را نسبت به ساعت استاندارد یک‌ساعت جلو می‌برند، ما باید آن را تصحیح کنیم (ابتدا ساعت‌مان را یک ساعت عقب ببریم سپس روش را اِعمال کنیم؛ یا نیمساز عقربهٔ ساعت‌شمار را [به جای ۱۲] با ۱ حساب کنید). همچنین در همهٔ سطح یک کشور معمولاً ساعت یکسانی وجود دارد، که مثلاً در ایران حدود یک ساعت متغیر است (ایران تقریباً بین دو نصف‌النهار قرار دارد؛ لذا ظهر شرعی در شرق و غرب ایران حدوداً یک ساعت فاصله دارد) ساعت صحیح هر مکان همان ساعتی است که هنگام ظهر شرعی در آن در طول سال، اطراف ساعت ۱۲ ظهر است. در واقع برای تعیین دقیق جهت‌های جغرافیایی ساعت باید طوری تنظیم باشد که هنگام ظهر شرعی ساعت ۱۲ را نشان دهد.
- روش ساعت مچی تا ۲۴ درجه امکان خطا دارد. برای دقت بیشتر باید از آن در عرض جغرافیایی بین ۴۰ و ۶۰ درجه [شمالی یا جنوبی] استفاده شود؛ هر چند در عرض جغرافیایی ۲۳٫۵ تا ۶۶٫۵ درجه [شمالی یا جنوبی] نتیجه‌اش قابل قبول است. (البته در نیم‌کردهٔ جنوبی جهت شمال و جنوب برعکس است) در واقع هر چه به استوا نزدیک‌تر شویم، از دقت این روش کاسته می‌شود. ضمناً هر چه زمان به کار بردن این روش به ظهر شرعی نزدیک‌تر باشد، نتیجهٔ آن دقیق‌تر خواهد بود.
- اگر مطمئن نیستید کدام طرف شمال است و کدام طرف جنوب، به یاد بیاورید که خورشید از شرق برمی‌خیزد، در غرب می‌نشیند، و در ظهر سمت جنوب است.
- توجه کنید که اگر این روش را در هنگام ظهر شرعی (یعنی ساعت ۱۲) اجرا کنیم، جهت عقربه ساعت‌شمار خود به سوی جنوب است؛ یعنی مانند همان روش «جهت‌یابی با سمت خورشید»، که گفتیم خورشید در ظهر شرعی به سمت جنوب است.
- اگر از ساعت دیجیتال استفاده می‌کنید، می‌توانید ساعت عقربه‌داری را روی یک کاغذ یا روی زمین بکشید (دور دایره‌ای از ۱ تا ۱۲ بنویسید، و عقربهٔ ساعت‌شمار را هم بکشید)، و سپس از روش بالا استفاده کنید.
- حتی وقتی هوا آفتابی نیست و خورشید به راحتی دیده نمی‌شود هم گاه سایهٔ خوشید را می‌توان دید. اگر یک چوب‌کبریت را عمود نگه دارید، سایهٔ آن برعکس جهت خورشید می‌افتد.

### روش‌های جهت‌یابی در شب

#### جهت‌یابی با ستارهٔ قطبی

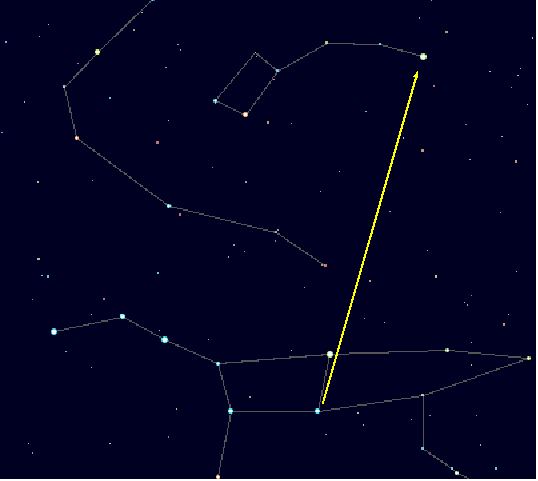
یافتن ستاره قطبی با دب اکبر

از آن‌جا که ستاره‌ها به محور ستاره قطبی در آسمان می‌چرخند، در نیم‌کرهٔ شمالی زمین ستارهٔ قطبی با تقریب بسیار خوبی (حدود ۰٫۷ درجه خطا) جهت شمال جغرافیایی (و نه شمال مغناطیسی) را نشان می‌دهد؛ یعنی اگر رو به آن بایستیم، رو به شمال خواهیم بود.
برای یافتن ستارهٔ قطبی روش‌های مختلفی وجود دارد:
1. به وسیلهٔ مجموعه ستارگان «دبّ اکبر»: صورت فلکی دبّ اکبر شامل هفت ستاره است که به شکل ملاقه قرار گرفته‌اند: چهار ستاره آن تشکیل یک ذوزنقه را می‌دهند، و سه ستارهٔ دیگر مانند یک دنباله در ادامه ذوزنقه قرار گرفته‌اند. هر گاه دو ستاره‌ای که لبهٔ بیرونی ملاقه را تشکیل می‌دهند (دو ستارهٔ قاعده کوچک ذوزنقه؛ لبهٔ پیالهٔ ملاقه؛ محلی که آب از آن‌جا می‌ریزد) را [با خطی فرضی] به هم وصل کنیم، و پنج برابر فاصله میان دو ستاره، به سمت جلو ادامه دهیم، به ستاره قطبی می‌رسیم.
2. به وسیلهٔ مجموعه ستاره‌های «ذات‌الکرسی»: صورت فلکی ذات‌الکرسی شامل پنج ستاره است که به شکل W یا M قرار گرفته‌اند. هرگاه (مطابق شکل) ستارهٔ وسط W (رأس زاویهٔ وسطی) را حدود پنج برابرِ «فاصلهٔ آن نسبت به ستاره‌های اطراف» به سوی جلو ادامه دهیم، به ستارهٔ قطبی می‌رسیم.

##### نکات
- صورت‌های فلکی ذات‌الکرسی و دبّ اکبر نسبت به ستارهٔ قطبی تقریباً روبه‌روی یکدیگر، و دور ستاره قطبی خلاف جهت عقربه‌های ساعت می‌چرخند. اگر یکی از آن‌ها پشت کوه پنهان بود، با دیگری می‌توان ستارهٔ قطبی را یافت. فاصلهٔ هر کدام از این دو صورت فلکی تا ستارهٔ قطبی تقریباً برابر است.
- اگر برای یافتن ستاره‌ها در آسمان از نقشه ستاره‌یاب (افلاک‌نما) استفاده می‌کنید، به‌خاطر داشته باشید که ستاره‌یاب‌ها موقعیت ستاره‌ها را در زمان، تاریخ و موقعیت جغرافیایی (طول و عرض جغرافیایی) خاصی نشان می‌دهند.
- هر چه از استوا به سوی قطب شمال برویم، ستارهٔ قطبی در آسمان بالاتر (در ارتفاع بیشتر) دیده می‌شود؛ یعنی ستارهٔ قطبی در استوا (عرض جغرافیایی صفر درجه) تقریباً در افق دیده می‌شود، و در قطب شمال (عرض جغرافیایی ۹۰ درجه) تقریباً بالای سر (سرسو، سمت‌الرّأس، رأس‌القدم) دیده می‌شود. بالاتر از عرض جغرافیایی ۷۰ درجه شمالی عملاً نمی‌توان با ستارهٔ قطبی شمال را پیدا کرد.

#### جهت‌یابی با هلال ماه

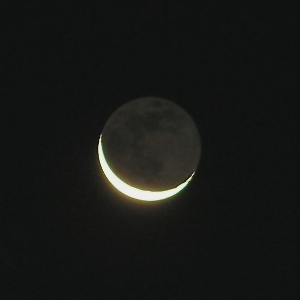
هلال ماه کهنه (نیمه دوم ماه قمری)

اگر به دلیل وجود ابر یا درختان نمی‌توانید ستاره‌ها را ببینید، می‌توانید از ماه برای جهت‌یابی استفاده کنید.
ماه به شکل هلال باریکی تولد می‌یابد، و در نیمه‌های ماه قمری به قرص کامل تبدیل می‌شود، و سپس در جهت مقابل هلالی می‌شود. در نیمهٔ اول ماه‌های قمری قسمت خارجی ماه (تحدب و کوژی ماه، برآمدگی و برجستگی ماه) مانند پیکانی جهت غرب را نشان می‌دهد. در نیمهٔ دوم ماه‌های قمری، تحدب ماه به سمت مشرق است.
- اگر خطی از بالای هلال به پایین آن وصل کنیم و ادامه دهیم، در نیمهٔ اول ماه قمری شکل p و در نیمهٔ دوم شکل q خواهد داشت.
- کره ماه در نیمهٔ اول ماه‌های قمری پیش از غروب آفتاب طلوع می‌کند، و در نیمهٔ دوم پس از غروب، تا پایان ماه که پس از نیمه‌شب طلوع می‌نماید.
- پیدا کردن جنوب توسط ماه: اگر خطی فرضی میان دو نوک تیز هلال ماه رسم کرده و آن را تا زمین ادامه دهید، تقاطع امتداد این خط با افق، نقطه جنوب را [در نیم‌کرهٔ شمالی زمین] نشان می‌دهد.
- این روش جهت‌یابی چندان دقیق نیست، ولی حداقل راه‌نمایی تقریبی را فراهم می‌سازد. در زمان قرص کامل نمی‌توان از این روش استفاده کرد. وقتی ماه به صورت قرص کامل است، می‌توان به کمک حرکت ظاهری ماه (که از مشرق به طرف مغرب است) جهت‌یابی کرد.[۱]

#### روش‌های دیگر جهت‌یابی در شب
- حرکت ظاهری ماه در آسمان از شرق به غرب است.
- خوشه پروین: دسته‌ای (حدود ده تا پانزده) ستاره، به شکل خوشه انگور، در یک جا مجتمع هستند که به آن مجموعه خوشه پروین می‌گویند. این ستارگان مانند خورشید از شرق به طرف غرب در حرکتند، ولی در همه حال دُمِ آن‌ها به طرف مشرق است.
- ستارگان بادبادکی: حدود هفت -هشت ستاره در آسمان وجود دارد که به شکل بادبادک یا علامت سؤال می‌باشند. این ستارگان نیز از شرق به غرب حرکت می‌کنند، و در همه حال دنباله بادبادکی آن‌ها به‌طرف جنوب است.
- کهکشان راه شیری تودهٔ عظیمی از انبوه ستارگان است که تقریباً از شمال شرقی به جنوب غربی امتداد یافته است. در شمال شرقی این راه باریک است، و هر چه به سمت جنوب غربی می‌رود، پهن‌تر می‌شود. هر چه به آخر شب نزدیک‌تر می‌شویم، قسمت پهن راه شیری به طرف مغرب منحرف می‌شود.

### روش‌های جهت‌یابی، قابل استفاده در روز و شب

#### جهت‌یابی با قبله
اگر جهت قبله و میزان انحراف آن از جنوب (یا دیگر جهت‌های اصلی) را بدانیم، می‌توانیم شمال را تشخیص دهیم؛ مثلاً اگر در تهران ۴۴ درجه از جنوب به سمت غرب متمایل شویم (یعنی حدوداً جنوب غربی)، به طرف قبله ایستاده‌ایم. پس هرگاه در تهران جهت قبله را بدانیم، اگر ۴۴ درجه از سمت قبله در جهت عکس عقربه‌های ساعت بچرخیم، به طرف جنوب ایستاده‌ایم، و اگر ۱۴۳ درجه (۳۷–۱۸۰) در جهت عقربه‌های ساعت بچرخیم، به طرف شمال ایستاده‌ایم.
قبله را از راه‌های مختلفی می‌توان یافت:
- قبله‌نما دقیق‌ترین روش تعیین قبله، به‌وسیلهٔ قبله‌نماست، که آن هم با یک قطب‌نما انجام می‌گیرد؛ و اگر ما قطب‌نما داشته باشیم، با آن قطب را مشخص می‌کنیم!
- محراب مسجد: محراب مساجد به طرف قبله است. در نمازخانه‌ها هم معمولاً جهت قبله مشخص شده است.
- قبرستان: مرده را در قبر روی دست راست، به سمت قبله می‌خوابانند. پس اگر شما طوری ایستاده باشید که نوشته‌های سنگ قبر را به درستی می‌خوانید، سمت چپ‌تان قبله است.
- دستشویی: از آن‌جا که قضای حاجت رو به قبله نباید باشد، معمولاً توالت‌ها را عمود بر قبله می‌سازند. این هم -در جایی که اصول اسلامی ساخت رعایت شده- می‌تواند کمک‌کار باشد.

#### جهت‌یابی با قطب‌نمای دست‌ساز
اگر قطب‌نمایی به همراه نداشتید، ولی اتفاقاً یک سوزن یا میخ کوچک در جیبتان یافتید، این روش کمک‌کار شما در ساخت یک قطب‌نما خواهد بود. البته احتمال استفاده از آن در شرایط واقعی کم است، ولی انجام آن کاری سرگرم‌کننده است.
با مالش دادن یک سوزن فقط در یک جهت به آهن‌ربا -یا حتی احتمالاً چاقوی خودتان-، یا مالیدن آن فقط در یک جهت به پارچهٔ ابریشمی یا پنبه‌ای، سوزنْ مغناطیسی یا قطبی می‌شود؛ مانند سوزن قطب‌نما. (مثلاً با ۳۰ بار مالش دادن سوزن به آهنربا از طرف خودتان به سمت بیرون، سوزن به اندازهٔ کافی خاصیت آهنربایی پیدا می‌کند. همچنین مالش سر سوزن از پایین به بالا بر پارچهٔ ابریشمی باعث می‌شود که سر سوزن نقطه شمال را نشان دهد). حتی می‌توانید آن را در یک جهت میان موهای سر خود بکشید. توجه کنید که همیشه فقط در یک جهت مالش دهید.
حال اگر آن را روی یک چوب‌پنبه یا پوشال کوچک قرار دهید (سوزن را به چوب‌پنبه چسب بزنید، یا درون آن فروکنید؛ یا در دو طرف سوزن چوب‌پنبه‌هایی کوچک فروکنید)، و روی آب (آب راکد یا ظرفی پر از آب) شناور نمایید، مانند یک قطب‌نما عمل می‌کند، و سر سوزن رو به شمال می‌چرخد. برای این‌که سمت شمال و جنوب سوزن را اشتباه نکنید، این نکته را در نظر بگیرید که -در نیمکرهٔ شمالی زمین- آن سمت قطب‌نما که تقریباً رو به خورشید و ماه است، سمت جنوب است، زیرا آن‌ها در قسمت جنوبی آسمان قرار دارند. همچنین می‌توانید سوزن را با یک آهنربا امتحان کنید، و سپس سمت شمال را با علامتی روی آن مشخص نمایید.
- روش دیگر ساخت آهنربا این است که یک میله یا سوزن آهنی یا فولادی را در جهت میدان مغناطیسی زمین تراز کنیم، و سپس آن را حرارت داده یا بر آن ضربه وارد کنیم. حال اگر این آهنربا را روی سطحی با اصطکاک کم قرار دهیم (روی یک تکه چوب کوچک در آب شناور سازید، یا مثلاً سوزن را با یک ریسمان غیرفلزی آویزان (معلق) نمایید) قطب‌نمای ما کار می‌کند؛ یعنی میله آن‌قدر می‌چرخد تا در راستای میدان مغناطیسی زمین (شمالی-جنوبی) قرار گیرد.
- مغناطیسی کردن سوزن با باتری: اگر سیمی را دور سوزن بپیچانید و برای چند دقیقه سر سیم را به ته باتری وصل کنید، سوزن مغناطیسی می‌شود.
- به دلیل کشش سطحی آب، می‌توان سوزن را به تنهایی روی سطح آن شناور کرد؛ مثلاً می‌توان سوزن را روی کاغذی گذاشت، و کاغذ را روی آب گذاشت. اگر کاغذ روی آب بماند که بهتر، و اگر کاغذ در آب فرو برود احتمالاً سوزن روی آب باقی می‌ماند. اگر سوزن را با گریس یا روغنی غیرقابل‌حل در آب چرب کنید (مثلاً با مالش سوزن به موهای خود سوزن را چرب نمایید)، کار آسان‌تر خواهد شد. چرب بودن سوزن سبب می‌شود که سوزن روی سطح آب شناور بماند.

#### جهت‌یابی با نشانه‌های طبیعی
هرگونه‌ای از درختان برش‌ها و خصوصیات خاصّ خود را دارد. باد و آفتاب بر درختان تأثیر می‌گذارند و این سرنخی است برای محاسبه جهت شمال-جنوب.
- این روش‌ها خیلی قابل اطمینان نیستند؛ مثلاً «باد غالب» ممکن است حالت عادی را به‌طور قابل‌ملاحظه‌ای تغییر دهد و باعث تغییر و انحراف آن شود. همچنین در جنگل‌های انبوه -به دلیل عدم نفوذ و رسوخ آفتاب درون آن‌ها- برخی روش‌ها کارا نخواهند بود. اگر از علامت‌های طبیعی استفاده می‌کنید، برای تصمیم‌گیری، باید هر چند تا علامت مختلف را که می‌توانید پیدا کنید.
- بسیاری از روش‌های زیر بر اساس آفتاب هستند: در نیمکرهٔ شمالی زمین، جهت رو به جنوب در معرض آفتاب بیشتری است. تابش خورشید رشد شاخه‌ها و برگ‌ها را زیاد می‌کند.

۱- جهت‌یابی با خزه‌ها و گلسنگ‌ها: سمت شمالی درختان و تخته‌سنگ‌ها، گلسنگ‌ها و خزه‌های بیشتری دارد؛ چرا که نمناک‌تر و مرطوب‌تر از سمت جنوبی آن‌هاست.
- خزه در جایی رشد می‌کند که دارای سایه و آب زیادی باشد؛ محل‌های خنک و نمناک. تنهٔ درختان در سمت شمالی سایه و رطوبت بیشتری دارد، و در نتیجه خزه‌ها معمولاً بیشتر در این سمت می‌رویند.
- این روش همیشه نتیجهٔ درست به ما نمی‌دهد. ۱) هرچند سمت شمالی در سایهٔ بیشتری است، ولی لزوماً رطوبت سمت شمال بیشتر نیست؛ و برای رشد خزه‌ها رطوبت مهم‌تر از سایه است (جایی که رطوبت در آن‌جا بیشتر ماندگار است). ۲) گاه ممکن است درختان و پوشش گیاهی مجاور طرف دیگر درخت را هم‌سایه کند. ۳) در یک اقلیم بارانی (جنگل‌ها و بیشه‌های مرطوب) ممکن است همه طرف درخت نمناک باشد (یعنی خزه دور برخی درختان در همه‌طرف رشد کرده؛ البته معمولاً در جهت جنوب بیشتر رشد کرده است). ۴) ممکن است باد مانع رشد خزه در طرف شمالی درخت شود. ۵) در مناطق خشک هم که اصلاً خزه‌ای وجود ندارد!

ضمناً در نظر داشته باشید که معمولاً خزه در جهت نور آفتاب (جنوب) خرمایی رنگ است و در مکان‌های سایه و مرطوب سبز یا طوسی رنگ.
۲- جهت‌یابی با درختان: از آن‌جا که سمت شمالی درختان در معرض آفتاب کمتری است، درختان در این سمت‌شان شاخ‌وبرگ کمتری دارند.
- به دلیل آن‌که آفتاب بیشتر از سمت جنوب می‌تابد، درختان جنوب بهتر و بیشتر رشد می‌کنند. وجود درختانی مانند صنوبر سیاه و سفید، راش، بلوط، درختان آزاد، شاه بلوط هندی، افرا نروژی و درخت اقاقیا صحت این مسئله را ثابت می‌کند. این درخت‌ها در جنوب بیشتر دیده می‌شوند.
- پوست درختان قدیمی در سمت رو به آفتاب (جنوب) معمولاً نازک‌تر است.
- پوسیده بودن یک طرف از اکثر درختان جنگل، جهت شمال را به ما نشان می‌دهد؛ سمت پوسیده شمال است.
- به خاطر نوع تابش خورشید، شاخه‌های جنوبی اکثر درختان افقی‌تر و شاخه‌های شمالی عمودی‌ترند.
- در کوه‌های سنگی، کاج‌های انحناپذیر در شیب جنوبی، و صنوبرهای انگلمان در شیب شمالی می‌رویند.
- معمولاً درختان برگ ریز در شیب‌های جنوبی تپه‌ها می‌رویند و سراشیب‌های شمالی همیشه سبز است.
- زمینِ اطراف ریشهٔ درختان، به سمت جنوب سست‌تر و توخالی‌تر از قسمت شمالی است. پس زمین به سمت شمال سفت‌تر بوده و به خشکی زمین جنوبی نیست.
- رشد پوشش گیاهی در سمت جنوبی تپه‌ها بیشتر از سمت شمالی خواهد بود.

به درختی نگاه کنید که ریشه‌اش در زمین باشد، نه به کنده‌ای که بریده شده و بر زمین افتاده

۳- جهت‌یابی با تنهٔ درختان بریده‌شده: اگر مقطع درخت بریده‌شده‌ای را نگاه کنید، تعدادی دایرهٔ هم مرکز را مشاهده خواهید کرد، که هر یک از آن‌ها نشان یک سال عمر درخت می‌باشد. درختی که به‌طور دائم آفتاب به تنه‌اش بتابد، دایره‌های نشاندهنده عمر آن درخت در یک سمت به هم نزدیک‌تر شده و در سمت دیگر از هم دور خواهند بود. سمتی که فاصله خطوط حلقه‌های سنی درخت به هم نزدیک‌تر باشد سمت شمال را مشخص می‌کند، و سمتی که خطوط حلقه‌های سنی از هم فاصلهٔ بیشتری داشته باشد سمت جنوب را نشان می‌دهد؛ به علت تابش زیاد آفتاب و رشد شدیدتر آن.
۴- جهت‌یابی به کمک گل‌ها و گیاهان: گیاهان، و گل‌های درختان تمایل دارند رو به آفتاب قرار بگیرند؛ یعنی جنوب یا شرق.
- برخی گیاهان برای جهت‌یابی اشتهار یافته‌اند؛ مثلاً در آمریکا گُلی وجود دارد که همیشه جهت‌گیری شمالی-جنوبی دارد (رشد برگهایش به سمت خط شمال- جنوب است) و آن را «گیاه قطب‌نما(یا Compass Plant)» یا «رُزینوید(Rosinweed)» می‌خوانند. نام علمی آن «سیلفیوم لاکینیاتوم» (Silphium laciniatum) است، و مسافران اولیهٔ این سرزمین از این گیاه برای جهت‌یابی استفاده می‌کرده‌اند.
- اکالیپتوس استرالیایی هم گیاهی جهت‌یاب است. این گیاه که در سرزمین‌های گرم و خشک می‌روید، برگ‌هایش رو به شمال یا جنوب است.
- همچنین درختی به نام «نخل رهنوردان([یا Traveler’s Palm])» وجود دارد که محور شاخه‌هایش شرقی-غربی‌اند.
- همان‌طور که گفته شد، این که کدام طرف شرق است و کدام طرف غرب، یا کدام یک از طرفین شمال یا جنوب است را می‌توان با توجه به سمت خورشید و ماه در آسمان یا روش‌های دیگر یافت -ماه و خورشید تقریباً در سمت جنوبی آسمان قرار دارند.

۵- جهت‌یابی به کمک باد غالب: بادها را از جهتی که می‌وزند، نام‌گذاری می‌کنند مانند باد شمالی از شمال. هر منطقه‌ای باد غالب و برجسته‌ای دارد که در فصل خاص یا گاهی در تمام فصول حکمفرماست. باد غالب، باد خاصی است که وزش آن طولانی‌تر بوده و در جهت خاصی می‌وزد. با دانستن جهت بادهای غالب می‌توانید چهار جهت اصلی را تشخیص دهید.
- معمولاً نام باد را از جهتی که وزیده است، نام‌گذاری می‌کنند؛ مثلاً باد شمال یعنی بادی که از شمال به سمت جنوب می‌وزد.
- برای جهت‌یابی به کمک باد غالب، ۱) ابتدا باید جهت باد غالب منطقه را دانست. ۲) سپس باید در جایی که هستیم جهت باد غالب را تشخیص دهیم. برای نمونه، اگر بدانیم که در منطقهٔ ما باد غالب از شرق می‌وزد، و ضمناً جهت باد غالب منطقه را تشخیص دهیم، طرف منشأ باد شرق خواهد بود؛ که با دانستن شرق، دیگر جهت‌های اصلی هم به سادگی یافته می‌شوند.

نکتهٔ اول: اگر جهت باد غالب منطقه‌تان را نمی‌دانید، اطلاعات زیر ممکن است کمک‌کار باشد:
- در نواحی معتدل، باد غالب از غرب می‌وزد. (در هر دو نیم کره شمالی و جنوبی)
- در نواحی گرمسیری، باد غالب بین مناطق شمال شرقی و جنوب شرقی جریان دارد.
- در نواحی استوایی، باد غالب معمولاً از سمت شرق می‌وزد.

نکتهٔ دوم: جهت باد غالب منطقه را تشخیص دهیم:
- در هر منطقه‌ای باد غالب ویژگی‌های خاص خود را دارد؛ مثل درجه حرارت، رطوبت و سرعت که در فصول مختلف تغییر می‌کند.
- باد غالب بر رشد درختان و گیاهان، جهت جمع شدن برف‌های باد آورنده و در جهت علف‌های بلند تأثیرگذار است. در واقع باد غالب بیشترین تأثیر را بر روی جهت پوشش گیاهی، برف، ماسه یا دیگر اشیای روی سطح زمین دارد.

الف) درختان:
- جهت خم شدن اغلب درختان منطقه نشان دهنده جهت وزش باد غالب منطقه است. برای نمونه اگر درختان به طرف شمال منحرف و متمایل شده‌اند، باد غالب محتملا از سمت جنوب وزیده است.
- اثر دیگری که باد غالب بر درختان دارد این است که: در جهتی که از وزش باد در امان است، شاخ و برگ بیشتری رشد کرده است.

در واقع باد ممکن است با صدمه زدن یا خشک کردن شاخه‌های جوان، رشد درخت را کند یا متوقف کند. معمولاً وزش باد، باعث کند شدن رشد درختان می‌شود؛ برعکسِ خورشید، که رشد شاخه‌ها و برگ‌ها را زیاد می‌کند.
- در زمستان باد غالب معمولاً با برف و تگرگ همراه است، که باعث شکستن شاخه‌های جوان می‌شود.
- درختی که برای تعیین جهت استفاده می‌شود، باید در محلی باز و وسیع باشد. نباید در پناه تپه، درختان دیگر یا ساختمان‌ها باشد. چند تا از درختان نزدیک به هم را مورد آزمایش قرار دهید. مطمئن شوید که درختان هرس نشده باشند.
- از آن‌جا که درختان تحت تأثیر عوامل زیادی هستند، باید یافته‌های خود را با مشاهدهٔ درختان متعددی در همسایگی یکدیگر تأیید کنید.

ب) ماسه و برف:
- امواج ماسه در بیابان‌ها، و امواج پستی-بلندی‌های برف در مناطق قطبی جهت باد را نشان می‌دهند. البته گاه به خاطر آن‌که این موج‌ها خیلی کوچک‌اند و از چند سانتی‌متر تجاوز نمی‌کنند، برای یافتن باد غالب نمی‌توانند کمک‌کار باشند، زیرا می‌توانند با هر باد تند موضعی به سرعت تشکیل شوند.
- در بیابان‌ها انواع مختلف تلماسه‌ها وجود دارند، که شکل آن‌ها جهت باد غالب را نمایان می‌سازد؛ همچنین در مورد تل‌یخ‌های قطب: در مناطقی که به شدت پوشیده از برف‌اند، باد غالب توده‌های برف را می‌راند و آن‌ها را تبدیل به تل‌های برآمده‌ای می‌سازد. این تل‌ها از چند سانتی‌متر تا یک متر ارتفاع دارند، و موازی باد غالب تشکیل می‌شوند. در واقع برف از لحاظ فیزیکی شبیه ماسه عمل می‌کند.

ج) نسیم:
برخی مناطق الگوی حرکت جریان هوایشان نوسان بیشتری نسبت به جاهای دیگر دارد؛ مثلاً مردم کنار ساحل با نسیم دریا مأنوس‌اند. معمولاً بعدازظهرها نسیم مداومی از طرف دریا می‌وزد. در شب هم معمولاً جهت نسیم برعکس می‌شود و از خشکی به سمت دریا می‌وزد. نسیم مشابهی در دره‌ها و کوه‌ها می‌وزد: در روز نسیمی از دره به سمت بالای کوه وزیدن می‌گیرد؛ و در شب برعکس، نسیم از بالا به سمت دره می‌وزد. اگر -مثلاً به کمک نقشه- بدانیم که دریا یا کوه (یا ساحل یا دره) در کدام جهت‌مان است، می‌توانیم جهت‌های اصلی را بیابیم.
د) هوای گرم و سرد: در نیم‌کرهٔ شمالی زمین هوایی که از شمال می‌آید معمولاً سردتر از هوایی است که از جنوب می‌آید (بادهای شمالی از بادهای جنوبی سردتر است).
هـ) سایر موارد:
- اگر گمان می‌کنید که بادی که در لحظه می‌وزد باد غالب منطقه است، می‌توانید به درختان در مسیر باد نگاه کنید. با نگاه به نوک درختان می‌توانید جهت باد را بفهمید.
- می‌توانید به تغییر جهت ابرها دقت کنید؛ به‌ویژه ابرهای بلندی که توسط بادهای غالب آورده می‌شوند.
- در روی دریا و اقیانوس‌ها بادهای غالب دارای ویژگی‌ها و ابرهای خاص خود هستند.

۶- جهت‌یابی به کمک رودخانه‌ها: بسیاری از رودها و نهرها در نیم‌کرهٔ شمالی زمین رو به جنوب سرازیرند، یعنی رو به استوا. این روند عمومی رودهاست، ولی همیشه درست نیست؛ مثلاً رود نیل -که تماماً در نیم‌کرهٔ شمالی است- به سوی شمال جریان دارد و به مدیترانه می‌ریزد.
۷- جهت‌یابی به کمک حیوانات و حشرات:
- مورچه‌ها خاکِ لانهٔ خود را به سمت جنوب یا شرق می‌ریزند. مورچه‌ها چنین می‌کنند تا در هنگام روز خاکریزشان به عنوان سایه‌بانی برایشان عمل کند، تا راحت‌تر کار خود را انجام دهند.
- مورچه‌ها خانه‌های خود (مورتپه‌ها) را بر روی شیب‌های جنوب شرقی می‌سازند؛ زیرا خورشید در پاییز و زمستان بیشتر به این قسمت‌ها می‌تابد. آن‌ها مورتپه‌های خود را نزدیک درختان و صخره‌های جنوبی و جنوب شرقی بنا می‌کنند.
- اگر شما در کنار برکه یا دریاچه‌ای باشید که پرندگان، ماهیان یا دوزیستان در حال تولیدمثل هستند، در نظر داشته باشید که آن‌ها معمولاً ترجیح می‌دهند در سمت غربی زاد و ولد (تولیدمثل و پرورش) نمایند.
- دارکوب (شانه‌به‌سر) معمولاً حفره‌هایش را در سمت شرقی درخت حفر می‌کند.
- سنجاب‌ها هم معمولاً در سوراخ‌های سمت شرقیِ درختان خانه و لانه می‌گزینند.

۸- جهت‌یابی به کمک خانه‌های شهری: امروزه معمولاً خانه‌ها را به موازات شمال -جنوب یا شرق-غرب می‌سازند؛ یعنی نسبت به جهت‌های اصلی مورب نمی‌سازند. این می‌تواند در تنظیم صحیح جهت‌ها و تصحیح روش‌های تقریبی بالا کمک‌کار باشد. باید توجه کرد که در بسیاری موارد این اصل رعایت نشده است.
روش دقیق آن چنین است: به سایت‌هایی مانند گوگل اِرس(Google Earth) یا کتاب اول(برای تهرانی‌ها) بروید و خانه یا خیابان خود را بیابید. در این سایت‌ها جهت‌های جغرافیایی مشخص شده است (معمولاً شمال سمت بالاست). اگر خانه یا خیابان‌تان دقیقاً مطابق جهت‌های جغرافیایی (موازی با لبهٔ صفحه) باشد، می‌توانید به راحتی ۴ جهت اصلی را بیابید، که در جهت دیوارهای خانه‌اند (با این فرض که خانه مستطیلی است). اگر خانه یا خیابان‌تان نسبت به جهت‌های جغرافیایی زاویه دارد، می‌توانید تنظیم مقتضی را انجام دهید.
همچنین می‌توانید به نقشه‌های [چاپی] شهرتان نگاه کنید و ببینید که آیا خیابان‌تان جهت شمالی-جنوبی یا شرقی-غربی دارد، یا نسبت به جهت‌های جغرافیایی انحراف دارد.